# Kuklov
Kuklov és un poble i municipi d'Eslovàquia que es troba a la regió de Trnava, a l'oest del país. El 2023 tenia 766 habitants.

## Història
La primera menció escrita de la vila es remunta al 1394.

## Demografia
| Godina             | 1994 | 2004   | 2014   | 2024   |
| ------------------ | ---- | ------ | ------ | ------ |
| Nombre de persones | 755  | 790    | 795    | 753    |
| Diferència         |      | +4,63% | +0,63% | −5,28% |

| Godina             | 2023 | 2024   |
| ------------------ | ---- | ------ |
| Nombre de persones | 766  | 753    |
| Diferència         |      | −1,69% |